# 염종
염종(廉宗, ? ~ 647년 음력 1월 17일)은 신라 상대의 진골 귀족이고, 반란을 일으킨 역신(逆臣)이다.

## 요약점
신라 선덕여왕 말기인 646년에 상대등 비담과 함께 손을 잡고 비담의 난을 일으켰다.
그러나 난의 와중인 이듬해 647년 1월 8일, 선덕여왕이 죽고 왕위를 이어받은 진덕여왕과 김유신이 난을 진압하였다.
결국 그는 647년 음력 1월 17일, 비담을 비롯한 연루자 30명과 함께 처형되었다.

## 생애
647년 (선덕여왕 16) 1월에 상대등 비담(毗曇)과 함께 여왕은 나라를 잘 다스리지 못한다 하고 왕을 폐위시키고자 하여 명활성(明活城)을 거점으로 난을 일으켰다. 이에 월성에 주둔한 관군과 10여일 동안 공방전을 벌이며 잘 버티었으나 결국 김유신(金庾信)이 이끄는 군대에게 패하였다. 염종 등은 살해되고 또 9족(族)이 죽음을 당하였는데 이에 연좌 되어 살해된 자가 30명이었다.

## 염종이 등장하는 작품

### TV 드라마
- 《삼국기》(KBS, 1992년~1993년, 배우:이동주)
- 《선덕여왕》(MBC, 2009년, 배우:엄효섭)
- 《대왕의 꿈》(KBS, 2012년~2013년, 배우:강지후)

## 같이 보기
- 비담
- 신라 선덕여왕
- 신라 진덕여왕

## 참고 문헌
- 삼국사기(三國史記)
- 김유신가문(金庾信家門)의 성립(成立)과 활동(活動) (신형식 이화사학연구(梨花史學硏究)13·14합집 1983)
- 상대등고(上大等考) (이기백 역사학보(歷史學報)19, 1962 신라정치사회사연구(新羅政治社會史硏究) 일조각 1974)
- 新羅政治體制の變遷過程(井上秀雄 新羅史基礎硏究 東出版 1974)